# الوسيطة الروحية (فلم)
الوسيطة الروحية (بالتايلندية: ร่างทรง) هو فيلم وثائقي هزلي رعب خارق للطبيعة تايلاندي من إخراج بانجونج بيسانثاناكون وإنتاج نا هونغ جين.عرض الفيلم لأول مرة في 11 يوليو 2021 خلال مهرجان بتشون الدولي لأفلام الخيال  صدر في صالات السينما في كوريا الجنوبية في 14 يوليو 2021  وتم اختياره ليمثل تايلاند في جائزة الأوسكار لأفضل فيلم بلغة أجنبية في حفل توزيع جوائز الأوسكار الرابع والتسعون.

## روابط خارجية
- مقالات تستعمل روابط فنية بلا صلة مع ويكي بيانات